# یک سنتی
یک سنتی (انگلیسی: 1 centas)نام یک واحد پول است که به شکل سکه استفاده می‌شده است. این پول کشور لیتوانی بوده است که بعدها توسط استاندارد یورو منسوخ شد.